# Густав Адолф фон Насау-Саарбрюкен
Густав Адолф фон Насау-Саарбрюкен (на немски: Gustav Adolf von Nassau-Saarbrücken; * 27 март 1632, Саарбрюкен; † 9 октомври 1677, Страсбург) е граф на Насау-Саарбрюкен (1659 – 1677) и генерал-вахтмайстер на Свещената Римска империя при Рейн.

## Живот
Той е вторият син на граф Вилхелм Лудвиг фон Насау-Саарбрюкен (1590 – 1640) и съпругата му маркграфиня Анна Амалия фон Баден-Дурлах (1595 – 1651), дъщеря на маркграф Георг Фридрих фон Баден-Дурлах. Кръстен е на още живия шведски крал Густав II Адолф.
През Тридесетгодишната война цялата фамилия бяга на 16 юни 1635 г. в свободния имперски град Мец. Баща му умира на 22 август 1640 г. в Мец. През 1643 г. майка му се мести с децата си отново в Саарбрюкен.
От 1645 до 1649 г. Густав Адолф следва в Базел. На 31 март 1659 г. тримата братя поделят територията. Йохан Лудвиг (1625 – 1690) получава Отвайлер, Густав Адолф получава Саарбрюкен, а Валрад (1635 – 1702) получава Узинген.
Густав Адолф се бие на страната на французите против Испания. През 1658 г. той се бие на служба при шведския крал Карл X Густав против Дания и нейните съюзници. След това вероятно до 1659 г. е на императорска служба.
През 1676 и 1677 г. на императорска служба той се бие в Елзас. Той умира от раните си в битката при Кохерсберг (северозападно от Страсбург). Погребан е накрая в стъклен саркофаг в църквата „Св. Томас“ в Страсбург, от 1802 до 1990 г. Едва през 1998 г. той е погребан за последно в дворцовата църква в Саарбрюкен в приготвения му гроб от неговата съпруга.

## Фамилия
Густав Адолф се жени на 14 юни 1662 г. в Саарбрюкен за ландграфиня Елеанора Клара фон Хоенлое-Нойенщайн (* 16 юли 1632; † 4 май 1709), дъщеря на граф Крафт VII фон Хоенлое-Нойенщайн-Вайкерсхайм (* 1582; † 1641) и пфалцграфиня София фон Цвайбрюкен-Биркенфелд (* 1593; † 1676). Двамата имат децата:
- Лудвиг Крато (1663 – 1713), граф на Насау-Саарбрюкен, женен на 25 април 1699 г. за графиня Филипина Хенриета фон Хоенлое-Лангенбург (1679 – 1751)
- Карл Лудвиг (1665 – 1723), граф на Насау-Саарбрюкен, женен на 22 април 1713 г. за графиня Кристиана фон Насау-Отвайлер (1685 – 1761)
- София Амалия (1666 – 1736), омъжена на 22 август 1686 г. за граф Албрехт Волфганг фон Хоенлое-Лангенбург (1659 – 1715)
- Густав Адолф (1667 – 1683), убит
- София Елеонора (1669 – 1742)
- София Доротея (1670 – 1748), омъжена на 13 юли 1720 г. за граф Карл Лудвиг Филип фон Залм-Грумбах (1678 – 1727)
- Филип Вилхелм (1671 – 1671)
- син (1672)